# Škoda Tudor (Studie)
Das Konzeptfahrzeug Škoda Tudor ist ein Pkw-Modell des tschechischen Automobilherstellers Škoda Auto. Im März 2002 wurde dieses viersitzige Coupé auf dem Genfer Auto-Salon vorgestellt und fiel durch sein seriennahes Design auf. Dieses orientierte sich am Škoda Superb I; auch die Technik samt 2,8-Liter-V6-Ottomotor mit 142 kW (193 PS) und einem maximalen Drehmoment von 279 Nm stammten aus dem Konzern. Das Fahrzeug beschleunigt auf eine Geschwindigkeit von 237 km/h und es erreicht 100 km/h aus dem Stand innerhalb von 7,9 Sekunden. Über ein Fünfgang-Schaltgetriebe werden die Vorderräder angetrieben. Die Studie hat eine tiefer gelegte Karosserie und ein straffer abgestimmtes Fahrwerk sowie 18-Zoll-Leichtmetallräder. Der Innenraum wird von beigefarbenen Ledersitzen, Aluminiumzierleisten und in verchromten Blenden gefassten Instrumenten bestimmt.